# Châteaudun
Châteaudun je naselje in občina v osrednji francoski regiji Center, podprefektura departmaja Eure-et-Loir. Leta 2008 je naselje imelo 13.905 prebivalcev.

## Geografija
Kraj leži v osrednji francoski pokrajini Orléanais ob reki Loir, 50 km jugo-jugozahodno od Chartresa.

## Uprava
Châteaudun je sedež istoimenskega kantona, v katerega so poleg njegove vključene še občine La Chapelle-du-Noyer, Civry, Conie-Molitard, Donnemain-Saint-Mamès, Jallans, Lanneray, Logron, Lutz-en-Dunois, Marboué, Moléans, Ozoir-le-Breuil, Saint-Christophe, Saint-Cloud-en-Dunois, Saint-Denis-les-Ponts, Thiville in Villampuy s 23.396 prebivalci.
Naselje je prav tako sedež okrožja, v katerem se nahajajo kantoni Bonneval, Brou, Châteaudun, Cloyes-sur-le-Loir in Orgères-en-Beauce s 56.886 prebivalci.

## Zgodovina
V srednjem veku je bil Châteaudun (lat. Casteldunum) sedež istoimenske grofije v lasti grofov iz Bloisa, kasneje grofije Dunois.
Med francosko revolucijo je bil za nekaj časa preimenovan v Dun-sur-Loir.

## Zanimivosti
- Grad Château de Châteaudun, prvotno utrdba iz 12. stoletja, je bil v času renesanse predelan v udobno bivališče. Grad je bil obnovljen v 30. letih 20. stoletja, ko je bil tudi uvrščen na seznam zgodovinskih spomenikov Francije (1938).
- V kraju se nahajajo tri znane cerkve:
  - cerkev sv. Valerijana,
  - cerkev sv. Magdalene,
  - cerkev sv. Janeza (saint Jean-de.la-Chaîne).
- Kapela Notre-Dame-du-Champdé, zgrajena 1519, danes oblikuje vhod na pokopališče,
- ruševine cerkve sv. Leobina iz 6. stoletja,
- Muzej lepe umetnosti in zgodovine.

## Pobratena mesta
- Arklow (Irska),
- Cap-de-la-Madeleine (Québec, Kanada),
- Kroměříž (Češka),
- Marchena (Andaluzija, Španija),
- Schweinfurt (Bavarska, Nemčija).